# Matthias Klaus

Matthias Klaus

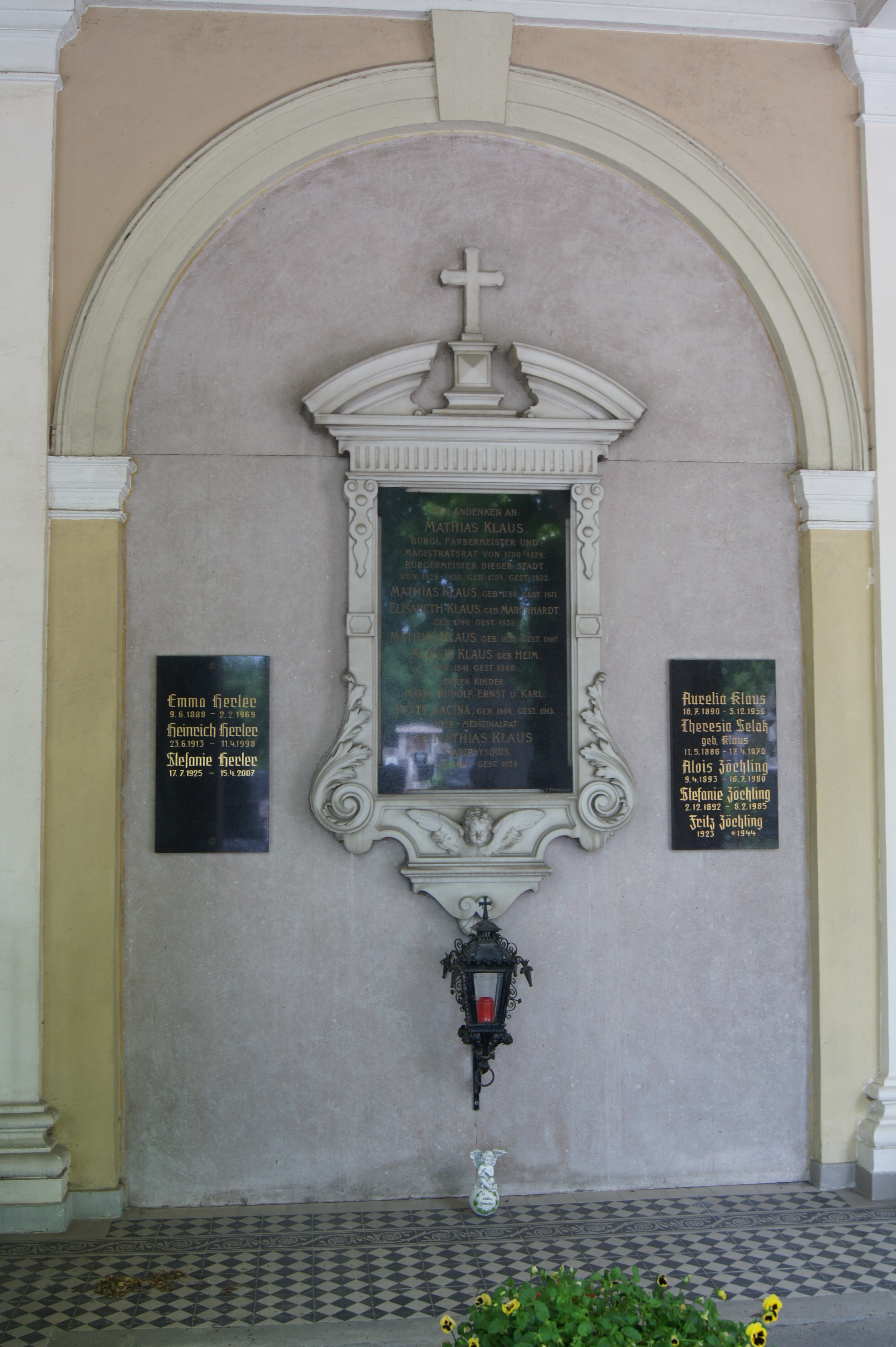
Familiengrab Klaus auf dem Hauptfriedhof St. Pölten, in dem auch Matthias Klaus bestattet ist

Matthias Klaus (* 1. Juni 1758 in Eisenstadt; † 27. August 1833 in St. Pölten) war österreichischer Politiker und 4. Bürgermeister von St. Pölten.

## Leben
Der Sohn siebenbürgischer Eltern wurde am 1. Juni 1758 in Eisenstadt geboren. Während seiner Ausbildung zum Seidenfärber arbeitete er in Lyon und anderen französischen Städten. 1787 kam er als wandernder Geselle nach St. Pölten, wo er eine Färberwitwe heiratete und so zu einem Betrieb kam. 1798 wurde er zum Magistratsrat gewählt, was er 30 Jahre bleiben sollte. 
Klaus war in den Kriegsjahren 1809/1810 als Zivilkommissär für das französische Militärspital am Rathausplatz und das sächsische Lazarett in Viehofen zuständig. Außerdem war er Dolmetscher der Stadt und sprach als Sprecher der Gemeinde beim französischen Marschall Jean Lannes de Montebello vor. Diesem Vorsprechen dürfte die Stadt die verhältnismäßig glimpfliche Behandlung durch die Franzosen verdanken.
1828 wurde der Siebzigjährige zum Bürgermeister gewählt. Er verstarb am 27. August 1833 in St. Pölten im Amt und wurde am Hauptfriedhof St. Pölten bestattet.